# Марко Джорджевич
Марко Джорджевич (серб. Marko Đorđević / Марко Ђорђевић, нар. 22 травня 1983, Крушевац) — сербський футболіст, захисник клубу «Окленд Сіті».

## Ігрова кар'єра
Народився 22 травня 1983 року в місті Крушевац. Вихованець футбольної школи клубу «Напредак» (Крушевац). Не пробившись до першої команди, протягом сезону 2001/02 років на правах оренди захищав кольори кижчолігового клубу «14 Октобар». 
2002 року Джорджевич повернувся в «Напредак» (Крушевац). Цього разу відіграв за клуб з Крушеваца наступні сім сезонів своєї ігрової кар'єри. Більшість часу, проведеного у складі «Напредака», був основним гравцем захисту команди.
Влітку 2009 року перейшов у «Ягодину», де провів півтора сезони, після чого відправився в Казахстан, де грав за «Кайрат» та «Окжетпес». В подальшому грав за вануатський «Аміаль», з яким став чемпіоном Вануату 2013/14 і фіналістом Ліги чемпіонів ОФК.
Після короткого повернення в рідну країну, він недовго пограв за «Раднички» (Крагуєваць), після чого підписав контракт з новозеландським «Окленд Сіті».  В першому ж сезоні сербу вдалося завоювати з клубом  чемпіонський титул, а також виграти Лігу чемпіонів ОФК, де він забив єдиний гол у півфіналі проти «Гаїтчі» з Нової Каледонії. В подальшому в наступних двох сезонах також ставав з командою клубним чемпіоном Океанії. Станом на 5 грудня 2017 відіграв за команду з Окленда 33 матчі в національному чемпіонаті.

## Титули і досягнення
- Чемпіон Нової Зеландії (1):

«Окленд Сіті»: 2014-15
- Клубний чемпіон Океанії (3):

«Окленд Сіті»: 2014-15, 2016, 2017